# ハース・ブラザーズ
ハース・ブラザーズ（The Haas Brothers）は、アメリカ合衆国で活躍したプロレスのタッグチームである。

## 概要
1995年、チャーリー・ハースとラス・ハースがプロレスデビューを果たし、兄弟（双子ではない）タッグチームを結成。インディー団体PCW、MCW、JAPW、ECWA、CZW等でタッグ王座を獲得した。その後WWEからのスカウトにより、下部組織のHCWにも参戦。タッグ王座は獲得できなかったが、チャーリー・ハース個人としてHCWヘビー級王座を奪取した。2001年頃にOVWに活動の場を移すが、同年12月に弟のラス・ハースが心臓病で死去したため、OVW、WWEのタッグ王座は獲得できなかった。そして、ハース・ブラザーズはその歴史に幕を閉じることになった。
ラスの死後、チャーリーはリングネームをラス・チャーリー・ハース（R・C・ハース）としてしばらく戦った。

## 獲得タイトル
CZW
- CZWタッグ王座：1回

ECWA
- ECWAタッグ王座：1回

JAPW
- JAPWタッグ王座：2回

MCW
- MCW南部タッグ王座：3回

PCW
- PCWタッグ王座：1回